# Branimir Bunjac
Branimir Bunjac (Mostar, BiH, 6. ožujka 1972.) hrvatski je povjesničar i političar, zastupnik 9. saziva Hrvatskog Sabora.

## Životopis

### Mladost i obrazovanje
Branimir je rođen u Mostaru 1972. godine. Dragovoljac je Domovinskog rata i član HOS-a 1992. godine u Gospiću.
Studij povijesti završava 2000. godine na Filozofskom fakultetu Sveučilišta u Zagrebu.

### Pedagoški i znanstveni rad
Radio je u više osnovnih škola kao nastavnik povijesti.
Od 2002. do 2016. godine bio je predsjednik Povijesnog društva međimurske županije (PODRUM). Od 2009. do 2013. godine vodio je tvrtku Sirius line za astrološko savjetovanje.
Na matičnom fakultetu 2012. godine doktorirao je radom Ratne i poratne žrtve sjeverozapadnog Međimurja 1914. – 1947. U svojem historiografskom radu bavi se temama iz povijesti Međimurja.

### Političko djelovanje
Bivši je član političke stranke Živi zid. Dužnost saborskog zastupnika obnašao je od listopada 2016. godine kao zamjenik Vladimire Palfi.
Nakon izbora za Europski Parlament u svibnju 2019. godine došlo je do raskola u stranci Živi Zid iz koje Bunjac izlazi, te se nakratko pridružuje Ivanu Pernaru u njegovoj stranci SIP-Stranka Ivana Pernara. Međutim nakon završetka Predsjedničkih izbora početkom 2020. godine napušta i tu stranku. Osniva svoju stranku naziva Treća opcija s kojom ide na Parlamentarne izbore 2020.

## Djela
Branimir Bunjac je objavio nekoliko knjiga i niz članaka te uredio nekoliko zbornika, a napravio je i kratak dokumentarni film pod nazivom "Bitka za Podturen":
- Tajna broja dvanaest[7]
- Međimurje u Drugom svjetskom ratu (2007., uredio)[8]
- Pomurje 1914. – 1920. (2010., uredio)[9]
- Ratne i poratne žrtve sjeverozapadnog Međimurja 1914. – 1947. (2012.)[10]
- Iz pepela čakovečke sinagoge: životopis Eve Schwarz (2014.)[11]
- Stoljeće filma u Čakovcu 1913. – 2013. (2015., suautor))[12]
- "Bitka za Podturen", 2014.[13]

## Priznanja
- Spomenica Domovinskog rata

## Vanjske poveznice
- Službena Facebook stranica
- Branimir Bunjac  Arhivirana inačica izvorne stranice od 17. siječnja 2018. (Wayback Machine), prilozi na Hrvatskom povijesnom portalu
- Branimir Bunjac: Prilozi za poznavanje razvoja telegramske i telefonske službe u Međimurju do 1946. godine, Radovi Zavoda za znanstveni rad Varaždin 26/2015., Hrčak
- Branimir Bunjac: Mjesta stradanja Roma u Međimurju u Drugom svjetskom ratu, Radovi 1/2011., Hrčak
- Branimir Bunjac, Marijeta Stevanović, Ivona Vegh: Gramatike »međimurskoga« jezika iz 1942. godine, Filologija 61/2014., Hrčak